# Войнич-Брег
46°05′ пн. ш. 15°56′ сх. д. / 46.09° пн. ш. 15.94° сх. д.
Войнич-Брег (хорв. Vojnić-Breg) — населений пункт у Хорватії, у Крапинсько-Загорській жупанії у складі громади Бедековчина.

## Населення
Населення за даними перепису 2011 року становило 146 осіб.
Динаміка чисельності населення поселення:

## Клімат
Середня річна температура становить 10,11 °C, середня максимальна – 24,28 °C, а середня мінімальна – -6,43 °C. Середня річна кількість опадів – 980 мм.
| Клімат поселення                              | Клімат поселення | Клімат поселення | Клімат поселення | Клімат поселення | Клімат поселення | Клімат поселення | Клімат поселення | Клімат поселення | Клімат поселення | Клімат поселення | Клімат поселення | Клімат поселення | Клімат поселення |
| Показник                                      | Січ.             | Лют.             | Бер.             | Квіт.            | Трав.            | Черв.            | Лип.             | Серп.            | Вер.             | Жовт.            | Лист.            | Груд.            |                  |
| Середній максимум, °C                         | 5,69             | 7,78             | 12,02            | 16,45            | 21,31            | 24,28            | 23,49            | 22,94            | 18,97            | 13,93            | 8,21             | 4,55             |                  |
| Середня температура, °C                       | −0,38            | 1,72             | 5,97             | 10,39            | 15,24            | 18,24            | 19,83            | 19,27            | 15,31            | 10,26            | 4,54             | 0,90             |                  |
| Середній мінімум, °C                          | −6,43            | −4,34            | −0,09            | 4,34             | 9,18             | 12,16            | 16,15            | 15,60            | 11,64            | 6,60             | 0,87             | −2,77            |                  |
| Норма опадів, мм                              | 49               | 51               | 67               | 72               | 84               | 113              | 94               | 97               | 95               | 95               | 94               | 69               |                  |
| Середньомісячна швидкість вітру, м/с          | 1.72             | 1.91             | 2.30             | 2.26             | 2.11             | 1.90             | 1.86             | 1.70             | 1.66             | 1.70             | 1.80             | 1.78             |                  |
| Середньомісячна сонячна радіація, кДж/м²·день | 4077             | 6831             | 10456            | 14815            | 18880            | 20644            | 21520            | 18619            | 13860            | 8613             | 4506             | 3234             |                  |
| --------------------------------------------- | ---------------- | ---------------- | ---------------- | ---------------- | ---------------- | ---------------- | ---------------- | ---------------- | ---------------- | ---------------- | ---------------- | ---------------- | ---------------- |
| Джерело:                                      |                  |                  |                  |                  |                  |                  |                  |                  |                  |                  |                  |                  |                  |